# 초장중학교
초장중학교(草場中學校)는 부산광역시 서구 초장동에 있는 공립 중학교이다.

## 학교 연혁
- 1984년 1월 7일 : 초장중학교 설립 인가
- 1984년 3월 1일 : 초대 강담술 교장 부임
- 1984년 3월 5일 : 제1회 입학식(10학급 657명), 개교기념일(04.03.)
- 1987년 2월 12일 : 제1회 졸업식(630명)
- 2002년 3월 27일 : 학교 급식 시설 준공
- 2006년 11월 29일 : 남관 개축 준공(11개 특별실, 식당 및 다목적 강당)
- 2007년 7월 5일 : 초장중학교 천마도서관 개관식
- 2008년 6월 19일 : 과학실 현대화사업 2차 완료, 본관 리모델링 사업 완료
- 2013년 6월 19일 : 선진형 교과교실 개관식
- 2023년 8월 30일 : 학교 공간 재구조화 사업, 급식실 현대화 사업 완료
- 2024년 9월 1일 : 제18대 류정혜 교장 부임
- 2025년 1월 21일 : 제39회 졸업식(68명, 누계 10,285명)
- 2025년 3월 4일 : 제42회 입학식(3학급 72명)

## 참고 자료
- 초장중학교 - 한국교육학술정보원 학교알리미